# Soso Liparteliani
Soso Liparteliani (en georgiano: სოსო ლიპარტელიანი, Jopuri, 3 de febrero de 1971) es un deportista georgiano que compitió en judo.
Participó en los Juegos Olímpicos de Atlanta 1996, obteniendo una medalla de bronce en la categoría de –78 kg. Ganó una medalla de plata en el Campeonato Europeo de Judo de 1993.

## Palmarés internacional
| Juegos Olímpicos   | Juegos Olímpicos         | Juegos Olímpicos  | Juegos Olímpicos |
| Año                | Lugar                    | Medalla           | Categoría        |
| ------------------ | ------------------------ | ----------------- | ---------------- |
| 1996               | Atlanta (Estados Unidos) | Medalla de bronce | –78 kg           |
| Campeonato Europeo |                          |                   |                  |
| Año                | Lugar                    | Medalla           | Categoría        |
| 1993               | Atenas (Grecia)          | Medalla de plata  | –78 kg           |